# NS2 (вирус гепатита C)
Неструктурный белок 2 (NS2) — вирусный белок вируса гепатит C размером 27 кДа, гидрофобный мембранный протеин. Основная роль неизвестна, белок проявляет активность в роли цистеиновой протеазы, производящей протеолиз на границе белков NS2 и NS3. Данная протеаза стимулируется кофакторным доменом — первыми 180 аминокислотными остатками следующего белка, NS3.